# Steppergang

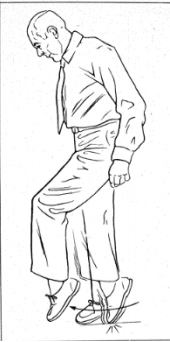
Steppergang

Beim Steppergang, umgangssprachlich auch als Hahnentritt oder Storchengang bezeichnet, handelt es sich um eine Gangstörung, die durch eine Lähmung der Fußheber (Dorsalextensoren) verursacht wird. 

## Gangbild
Der Steppergang ist durch einen herabhängenden Fuß beim Laufen gekennzeichnet. Damit die Patienten nicht stolpern, beugen sie das Spielbein stärker in der Hüfte und im Knie. Die Patienten können auf der Ferse weder stehen noch gehen.

## Anatomische Grundlagen
Für die Fußhebung (Dorsalflexion, Extension des Fußes) ist hauptsächlich der vordere Schienbeinmuskel (Musculus tibialis anterior) verantwortlich. Einen kleineren Beitrag zur Fußhebung leisten auch der lange Zehenstrecker (Musculus extensor digitorum longus) und der lange Großzehenstrecker (Musculus extensor hallucis longus). Alle genannten Muskeln werden vom tiefen Wadenbeinnerv (Nervus peroneus profundus) innerviert. Der Nervus peroneus profundus ist ein Ast des gemeinsamen Wadenbeinnerven (Nervus peroneus communis), der sich aus dem Ischiasnerv (Nervus ischiadicus) abzweigt. 

## Ursachen
Die Ursache für die Ausbildung des Steppergangs ist die Lähmung der Fußheber, die meist durch eine Peroneuslähmung (Peroneusparese) bedingt ist. Isolierte Lähmungen der Fußheber sind allerdings sehr selten, so dass meist auch andere Muskelgruppen betroffen sind. 
Die Hauptursachen für den Steppergang sind Druckschädigung, Überdehnung und Polyneuropathie des Nervus peroneus communis. Zur Druckschädigung kann es beispielsweise durch falsch angelegte Gipsverbände und falsche Lagerung von bettlägerigen oder bewusstlosen Patienten kommen. Auch das häufige Überkreuzen der Oberschenkel kann die Nervenfasern schädigen (crossed legs palsy). Bei schnellen Bewegungen, insbesondere bei sportlichen Tätigkeiten kann es zu Überdehnung der Nerven kommen. Die Ursachen für Polyneuropathien sind vielfältig und es sind immer auch andere Nerven betroffen.